# مؤامرة الأسرة (فلم)
مؤامرة الأسرة (بالإنجليزية: Family Plot) فيلم كوميدي أمريكي لعام 1976، وهو الفيلم الأخير من إخراج ألفريد هيتشكوك. وقد استند إلى رواية فيكتور كانينج عام 1972 «نمط طائر المطر The Rainbird Pattern». قام إرنست ليمان بإعدادها للشاشة. الفيلم من بطولة كارين بلاك وبروس ديرن وباربرا هاريس. عرض الفيلم في مهرجان كان السينمائي عام 1976، ولكنه لم يدخل المسابقة الرسمية. يروي الفيلم قصة وسيطة روحانية مزيفة وصديقها سائق سيارة أجرة، وزوجان من اللصوص والخاطفين المحترفين. تدخل حياتهم في صراع بسبب البحث عن وريث مفقود.

## طاقم التمثيل
- كارين بلاك: في دور فران
- بروس ديرن: في دور جورج لوملي
- باربرا هاريس: في دور بلانش تايلر
- وليام ديفان: في دور آرثر أدامسون / إدوارد شوبريدج
- كاثلين نسبيت: في دور جوليا رينبيرد
- إد لاوتر: في دور جوزيف ب. مالوني
- كاثرين هيلموند: في دور السيدة مالوني
- نيكولاس كولاسانتو: في دور فيكتور قسطنطين
- إديث أتواتر: في دور السيدة كلاي
- وليام برنس: في دور بيشوب وود
- مارج ريدموند: في دور فيرا هاناغان[4]

## أحداث الفيلم
تحاول الوسيطة الروحانية المحتالة بلانش تايلر (باربرا هاريس) وصديقها جورج لوملي (بروس ديرن) تحديد مكان ابن شقيق جوليا راينبيرد (كاثلين نيسبيت)، الثرية. توفت أخت جوليا مؤخرًا، وتركت الطفل الصغير للتبني، لكن جوليا تريد الآن أن تجعله وريثها وستدفع للوسيطة بلانش مبلغ 10000 دولار للعثور على الشاب، إدوارد شوبريدج. أثناء البحث، يكتشف جورج أن إدوارد شوبريدج قد مات، ولكنه يستمر في البحث عن مجرم يدعى جوزيف مالوني (إد لاوتر)، بعد أن علم انه استولى على شاهد القبر. يتضح أثناء البحث أن إدوارد شوبريدج قتل والديه بالتبني وزيف موته، وهو الآن صائغ ناجح في سان فرانسيسكو يُعرف باسم آرثر أدامسون (وليام ديفان) الذي يقوم هو وصديقته فران (كارين بلاك) باختطاف المليونيرات وكبار الشخصيات وإعادتهم مقابل فدية على شكل أحجار كريمة قيمة. يخفي الثنائي ماسة هائلة على مرأى من الجميع في نجفة من الكريستال.
يكتشف آرثر ادامسون أن جورج وبلانش يبحثوا عنه، ويدفع بالمجرم مالوني لقتلهم. يرفض مالوني في البداية المساعدة، ثم يوافق ويتصل بلانش وجورج، ويطلب منهم مقابلته في مقهى على طريق جبلي. يقوم مالوني بقطع خط الفرامل في سيارة بلانش أثناء وجود الأثنين في المقهى، لكنهما ينجحان في النجاة، ويحاول مالوني دهسهم، لكنه يموت عندما ينحرف لتجنب سيارة قادمة ويسقط على الجرف.
تعثر بلانش على آرثر وتخبره أن عمته تريد أن تجعله وريثًا لها. ترى بلانش شخصًا مخطوفًا فاقدًا للوعي، ولكن آرثر يسارع بتخديرها، وتركها في القبو أثناء تسليم المخطوف للحصول على فدية. يبحث جورج عن بلانش ويعثر على سيارتها خارج منزل آرثر. يعثر جورج على بلانش التي كانت تدعي انها مخدرة ويفروا من بيت آرثر، الذي يطاردهم ولكنهم ينجحوا في حبسه والاستيلاء على الاحجار الكريمة، ثم استدعاء الشرطة والحصول على مكافأة القبض على الخاطفين.

## استقبال الفيلم
حصل الفيلم على مراجعات إيجابية من النقاد، ووصف فينسنت كانبي من صحيفة نيويورك تايمز الفيلم بأنه "مزحة بارعة وهادئة"، مضيفًا أنه "بالتأكيد أكثر أفلام هيتشكوك بهجة منذ وقت طويل، لكنه ليس بريئًا". منح روجر إيبرت الفيلم ثلاثة من أصل أربعة نجوم، وكتب: "إن الفيلم متعة لسببين متناقضين: لأنه هيتشكوك خالص، ببنائه الدقيق والاهتمام بالتفاصيل، ولأنه شيء جديد بالنسبة لهيتشكوك.. كوميديا مروعة. إنه لا يعتمد على الصدمة هنا، أو للتأثيرات العنيفة، ولكن من أجل التضييق التدريجي لحبل السرد.
وصفت مجلة فارايتي الفيلم بأنه«إنجاز رائع لألفريد هيتشكوك. يتحكم ببراعة في التحولات المضبوطة بدقة من الكوميديا إلى الدراما عبر لغز شديد التعقيد لمؤامرة معلقة، ابتكر هيتشكوك فيلمًا يحتوي على تفاصيل العمل وإثارة الانبهار برواية تُقرأ أمام نار متلألئة في أمسية ممطرة».
منح موقع الطماطم الفاسدة الفيلم تقييم مقداره 92% بناء على آراء 36 ناقد فني.
حقق الفيلم 6.5 مليون دولار.

## وصلات خارجية
- مقالات تستعمل روابط فنية بلا صلة مع ويكي بيانات